# Cintegabelle
Cintegabelle (okzitanisch: Senta Gabèla) ist eine französische Gemeinde mit 2.994 Einwohnern (Stand: 1. Januar 2022) im Département Haute-Garonne in der Region Okzitanien. Cintegabelle gehört zum Arrondissement Muret und zum Kanton Auterive. Die Bewohner werden Cintegabellois(es) genannt.

## Geographie
Cintegabelle liegt etwa 33 Kilometer südsüdwestlich von Toulouse im Lauragais am Fluss Ariège, in den hier der Hers-Vif von rechts und die Jade von links einmünden. Umgeben wird Cintegabelle von den Nachbargemeinden Mauvaisin im Norden, Aignes im Osten und Nordosten, Calmont im Südosten, Saverdun im Süden, Canté im Süden und Südwesten, Labatut, Lissac, Saint-Quirc und Gaillac-Toulza im Südwesten, Caujac im Westen sowie Auterive im Nordwesten.
Durch die Gemeinde führt die frühere Route nationale 20 (heutige D820).

## Geschichte
Zahlreiche alt- und mesolithische Funde deuten auf frühere Besiedlungen hin.

## Bevölkerungsentwicklung
| Jahr                      | 1962 | 1968 | 1975 | 1982 | 1990 | 1999 | 2006 | 2012 | 2019 |
| Einwohner                 | 1796 | 1818 | 1921 | 2061 | 2215 | 2341 | 2495 | 2696 | 2914 |
| Quelle: Cassini und INSEE |      |      |      |      |      |      |      |      |      |

## Sehenswürdigkeiten
Siehe auch: Liste der Monuments historiques in Cintegabelle
- Kirche Notre-Dame aus dem 15. Jahrhundert, seit 1984 als Monument historique klassifiziert
- Ehemaliges Kloster Boulbonne, Anfang des 18. Jahrhunderts anstelle des früheren Klosters aus dem 12. Jahrhundert, das von den Hugenotten 1567 zerstört wurde, erbaut, seit 1981 in Teilen als Monument historique klassifiziert
- Kirche Sainte-Vierge de la Nativité aus dem 15. Jahrhundert, Monument historique seit 1906/1931, mit eindrucksvoller Orgel
- Schloss Le Secourieu aus dem 13. Jahrhundert
- Schlosspark, im 19. Jahrhundert angelegt, seit 1988 mitsamt seinen Verzierungen als Monument historique eingeschrieben
- Schloss Ampouillac
- Herrenhaus Lagarde
- Taubenschlag von Le Bouissou, seit 1946 als Monument historique klassifiziert
- Brücke über den Ariège

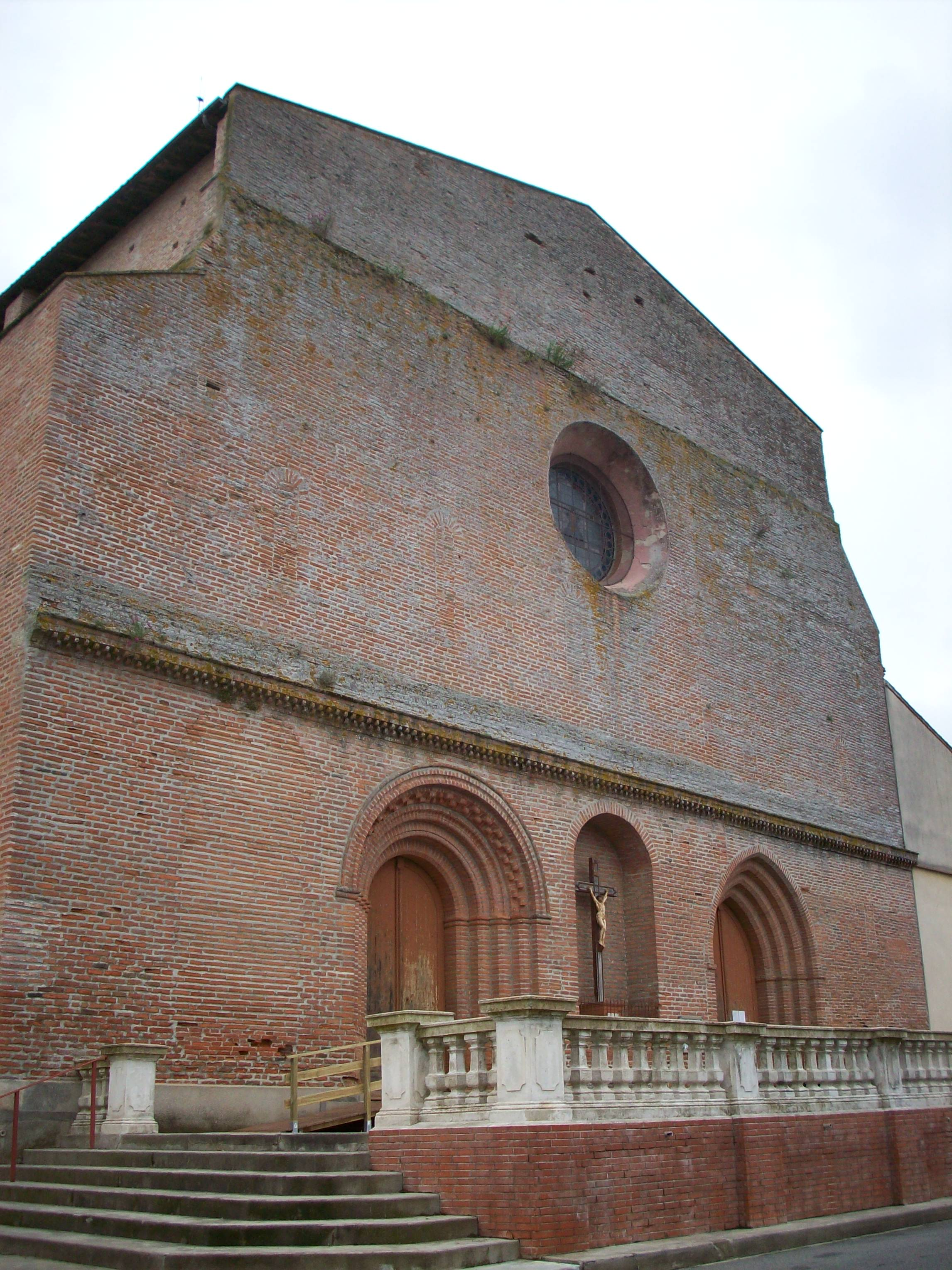
Kirche Notre-Dame
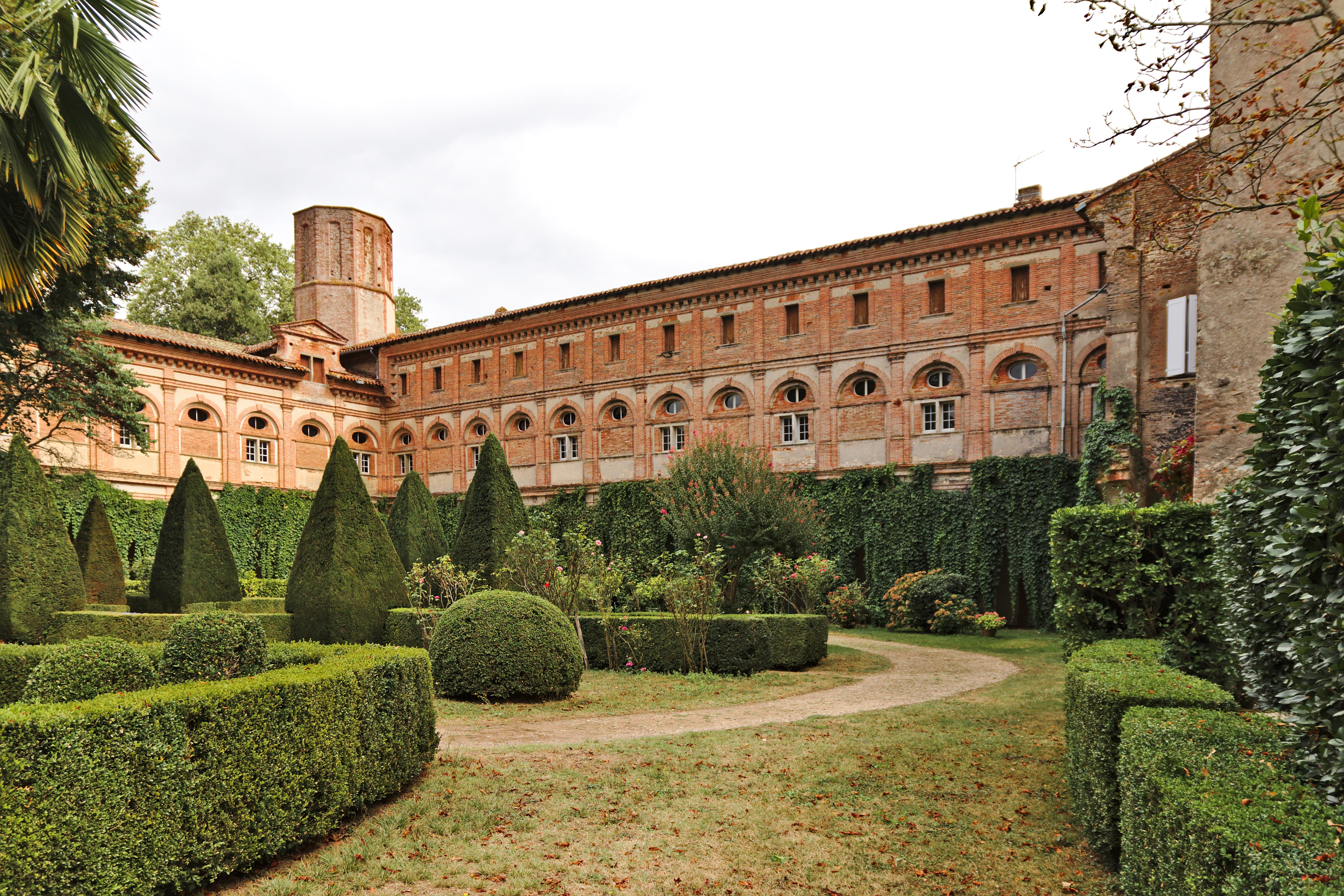
Kloster Boulbonne

## Persönlichkeiten
- Aloys Kunc (1832–1895), Organist, geboren in Cintegabelle